# Volkswagen Arena
Volkswagen Arena je fotbalový stadion nacházející se v městě Wolfsburg na východě spolkové země Dolní Sasko v Německu. Své domácí zápasy Německé fotbalové Bundesligy zde hraje VfL Wolfsburg. Otevřen byl v roce 2002 a pojmenován podle automobilky Volkswagen AG. Stadion má kapacitu 30 000 s 22 000 místy k sezení a 8 000 místy na stání.

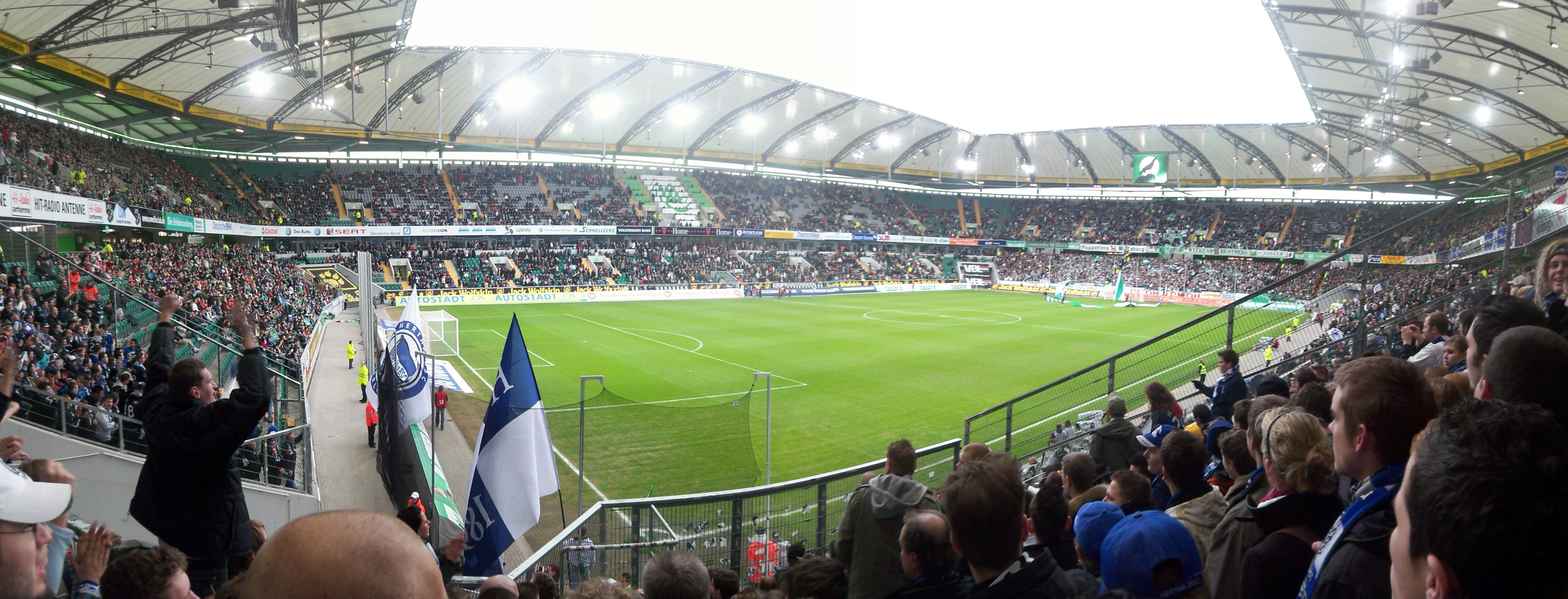
Volkswagen Arena